# Hattie Winston
Hattie Winston est une actrice américaine née le 3 mars 1945 à Lexington, Mississippi (États-Unis).

## Filmographie

### Cinéma
- 1981 : Les Uns et les autres
- 1983 : Avis de recherche (Without a Trace) de Stanley R. Jaffe : Journaliste
- 1986 : Good to Go : Mère
- 1988 : Le Secret de Clara (Clara's Heart), de Robert Mulligan : Blanche Loudon
- 1990 : État de force (A Show of Force) : Foster
- 1994 : Le Flic de Beverly Hills 3 (Beverly Hills Cop III) : Mme Todd
- 1996 : L'Équipe du collège (Sunset Park) : Juge Meyer
- 1997 : Jackie Brown : Simone
- 1998 : Meet the Deedles : Jo-Claire
- 1998 : D'une vie à l'autre (Living Out Loud) : infirmière
- 1998 : Les Razmoket, le film (The Rugrats Movie)  de Norton Virgien et Igor Kovaljov : Dr Lucy Carmichael (voix)
- 1999 : Jugé coupable (True Crime) de Clint Eastwood : Angela Russel
- 1999 : Unbowed : Mère
- 2003 : The Battle of Shaker Heights (en) d'Efram Potelle (en) et Kyle Rankin et Kyle Rankin et Kyle Rankin : Principal Holmstead
- 2004 : Deathdealer: A Documentary : Gladys

### Télévision
- 1973 - 1977 : The Electric Company : Sylvia, la libraire de Valérie
- 1974 : Ann in Blue :
- 1976 : The Edge of Night : Véronique
- 1978 : The Dain Curse : Minnie Hershey
- 1979 : Hollow Image : Ivy
- 1980 : Nurse : Toni Gillette
- 1983 : Les Uns et les autres :
- 1987 : Ryan's Hope : Carol Bruce
- 1989 : Runaway : tante Anna Mae
- 1994 : Témoin en danger (One Woman's Courage) :
- 1996 : The Cherokee Kid (en) de Paris Barclay : Mme Elizabeth Peel
- 1998 - 2004 : Becker : Margaret Wyborn
- 1998 : Port Charles : Alice Burgess #1
- 1999 : After All : Mother of Defendant